# Roman Jakobson
Roman Osipovitj Jakobson (ryska: Роман Осипович Якобсон), född 23 oktober (11 oktober enligt gamla stilen) 1896 i Moskva, död 18 juli 1982 i Boston, Massachusetts, var en rysk-amerikansk språk- och litteraturforskare. Han var professor vid Columbia University i New York 1946–1949 och vid Harvard University 1949–1967. Därtill var Jakobson företrädare för rysk formalism.
Jakobson var från 1915 till 1920 ledare för Moskvas lingvistkrets, som var inspirerad av strukturalisten Ferdinand de Saussure och Edmund Husserls fenomenologi. År 1920 emigrerade Jakobson till Tjeckoslovakien, där han deltog i grundandet av Pragskolan (Prags litterära krets) 1926. Han var tvungen att fly undan nazisterna 1939, och slog sig först ned i Danmark, därefter i Norge och sedan 1940 i Sverige. År 1941 fortsatte han till USA. 
Under sin tid i Sverige påbörjade Jakobson sin forskning om afasi. Hans språkvetenskapliga arbete ligger i hög grad i förlängningen av Saussures, men på centrala punkter reviderar han Saussures program för den strukturella lingvistiken. Han hävdar att språksystem och språkbruk skall studeras i sammanhang. 